# Mitch Carson
Agente Mitchell "Mitch" Carson es un personaje ficticio que aparece en los cómics estadounidenses publicados por Marvel Comics.
El personaje es interpretado por Martin Donovan en el Universo cinematográfico de Marvel, en la película Ant-Man (2015).

## Historia de la publicación
Creado por los escritores Robert Kirkman y Andy Kuhn, apareció por primera vez en Marvel Team-Up Vol. 3 # 21. Él era el principal antagonista en la serie de 2006 de Ant-Man Irredeemable.

## Biografía
Mitch Carson era un agente de alto rango de seguridad de S.H.I.E.L.D. Había matado a su padre cuando tenía quince años y muchos otros después de eso. Sin embargo, nunca había sido capturado por ninguno de esos crímenes y logró encontrar un empleo en S.H.I.E.L.D.
Carson era parte del equipo de S.H.I.E.L.D. que tomó a Iron Maniac bajo custodia. El alternativo Stark fue llevado a cabo junto al Life Model Decoy (LMD) de Diamondback. Su cuerpo de alguna manera se adaptó a los sedantes utilizados, y atacó a los agentes que lo observaban, luego activó el LMD forzándolo para ayudar.
Se suponía que Carson se convertiría en el portador del nuevo traje de Ant-Man hecho para S.H.I.E.L.D. por Hank Pym. El traje fue pensado para ser robado, pero desapareció realmente por accidente cuando el agente Chris McCarthy lo intentó al encenderlo. Chris fue asesinado más adelante durante un ataque de Hydra en el Helicarrier, y era entonces que Eric O'Grady tomó el traje para sí mismo.
Carson estaba decidido a encontrar el traje y encontrar a quien lo robó. Durante su misión para capturar al nuevo Ant-Man, fue quemado en la cara durante una pelea con él. Después de eso, Carson no tardó en descubrir que el nuevo Ant-Man era en realidad O'Grady.
Eventualmente, Carson usó un traje Ant-Man más viejo y logró enfrentar y capturar O'Grady. Sin embargo, en lugar de llevarlo ante la justicia, Carson planeaba torturarlo. Carson confesó sus crímenes pero antes de que él pudiera matar a O'Grady, Iron Man llegó e intervino. Viendo a Carson en el traje de Ant-Man mientras torturaba a O'Grady, Stark luchó y lo derrotó. O'Grady mintió a Stark y le dijo que Carson mató a McCarthy y trató de robar el traje. O'Grady afirmó estar en la carrera de Carson y tratando de evitar que él consiga el traje. Carson fue arrestado por intento de asesinato y robo del traje Ant-Man.

## Poderes y habilidades
Carson tiene un entrenamiento de S.H.I.E.L.D., específicamente en armas de fuego / explosivos, espionaje, recolección de inteligencia y combate cuerpo a cuerpo.
Accedió a un viejo traje Ant-Man y lo usó para encogerse y sacar a Eric O'Grady con un traje Giant-Man más avanzado.

## En otros medios

### Cine
Martin Donovan interpreta a Mitchell Carson en la película de 2015, Ant-Man. En la película, es el jefe de defensa de S.H.I.E.L.D. pero también es secretamente miembro de Hydra. Cuando Hank Pym descubre que S.H.I.E.L.D. ha estado tratando de replicar las Partículas Pym del traje Ant-Man, Pym, Peggy Carter y Howard Stark se enfrentan a Carson. Durante la reunión, Carson insulta ante la pérdida de Janet Van Dyne en el momento que Pym le golpea y renuncia a S.H.I.E.L.D. Años después, Carson hace un trato con Darren Cross de Tecnologías Pym para obtener una tecnología de reducción de Cross. Carson y un pequeño grupo de agentes de Hydra, junto con un agente de Ten Rings, inspeccionan el prototipo de Cross, mientras que Cross había traído a Pym y Hope van Dyne. Cross mira al tener a Scott Lang atrapado. Carson se burla de su antiguo compañero, pero su actitud triunfante se interrumpe cuando Lang se libera y ataca al grupo reunido. Durante la confusión, Carson se escapa con la fórmula de imitación de Cross mientras es atacado por las hormigas.